# Neutralino
Neutralinon är en supersymmetrisk partikel som är stabil och endast växelverkar svagt med materia, vilket gör den till en möjlig kandidat för mörk materia. Neutralinon är en kvantmekanisk superposition av fyra olika supersymmetriska partner till bosoner: fotinon, zinon och två olika neutrala skalära higgsinos.